# حفره درخت

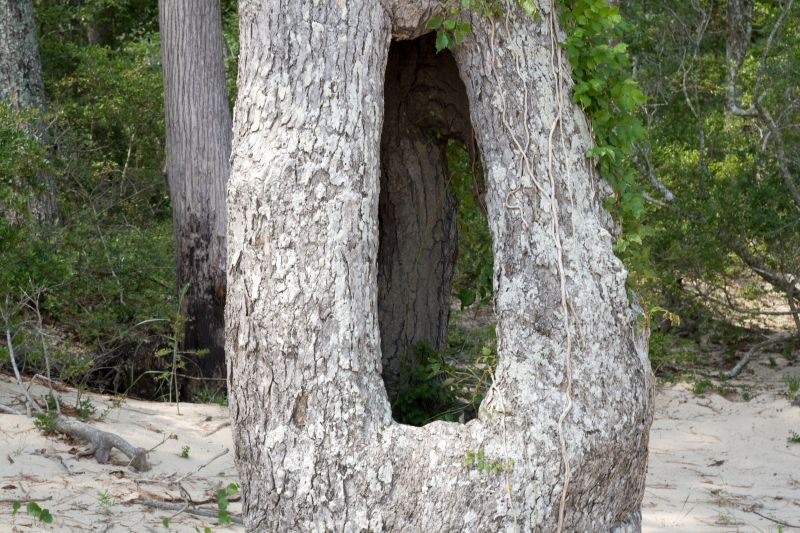
یک حفره درخت که به شکل طبیعی در قاعده درخت ایجاد شده است.

حُفره درخت (به انگلیسی: Tree hollow)، یا سوراخ درخت، توخالی نیمه‌بسته‌ای است که به‌طور طبیعی در تنه یا شاخه درخت شکل گرفته است. آنها عمدتاً در درختان قدیمی، چه زنده و چه غیرزنده یافت می‌شوند. حفره‌ها در بسیاری از گونه‌های درخت شکل می‌گیرند و از ویژگی‌های بارز جنگل‌های طبیعی و درخت‌زار هستند و به عنوان منبع یا زیستگاه تعدادی از جانوران مهره‌دار و بی‌مهرگان عمل می‌کنند.
حفره‌ها ممکن است در نتیجه فشار فیزیولوژیکی ناشی از نیروهای طبیعی ایجاد شوند که باعث کندن و قرار گرفتن درون‌چوب می‌شود. نیروهایی شامل باد، آتش، گرما، رعد و برق، باران، حمله حشرات (مانند مورچه‌ها یا سوسک‌ها)، باکتری‌ها یا قارچ‌ها. همچنین درختان ممکن است خود هرس کرده و با رسیدن بلوغ، شاخه‌های پایینی را رها کرده و ناحیه‌ای را که شاخه به آن متصل شده بوده نمایان کنند. بسیاری از حیوانات با استفاده از وسایلی مانند منقار، دندان یا پنجه، حفره‌ها را بیشتر توسعه می‌دهند.
اندازه حفره‌ها ممکن است به سن درخت بستگی داشته باشد. برای نمونه، اوکالیپت‌ها (Eucalypt) در هر سنی حفره ایجاد می‌کنند، اما تنها از زمانی که درختان ۱۲۰ ساله هستند حفره‌هایی مناسب برای مهره‌داران ایجاد می‌کنند و ممکن است ۲۲۰ سال طول بکشد تا حفره‌های مناسب برای گونه‌های بزرگتر شکل گیرد.
حفره‌های الوار افتاده برای حیواناتی مانند مورچه‌خورک، نامبت، کوئول غربی و بسیاری از خزندگان نیز بسیار مهم است. در نهرها، درختچه‌های توخالی ممکن است برای آبزیان برای اتصال تخم و پناهگاه مهم باشند.

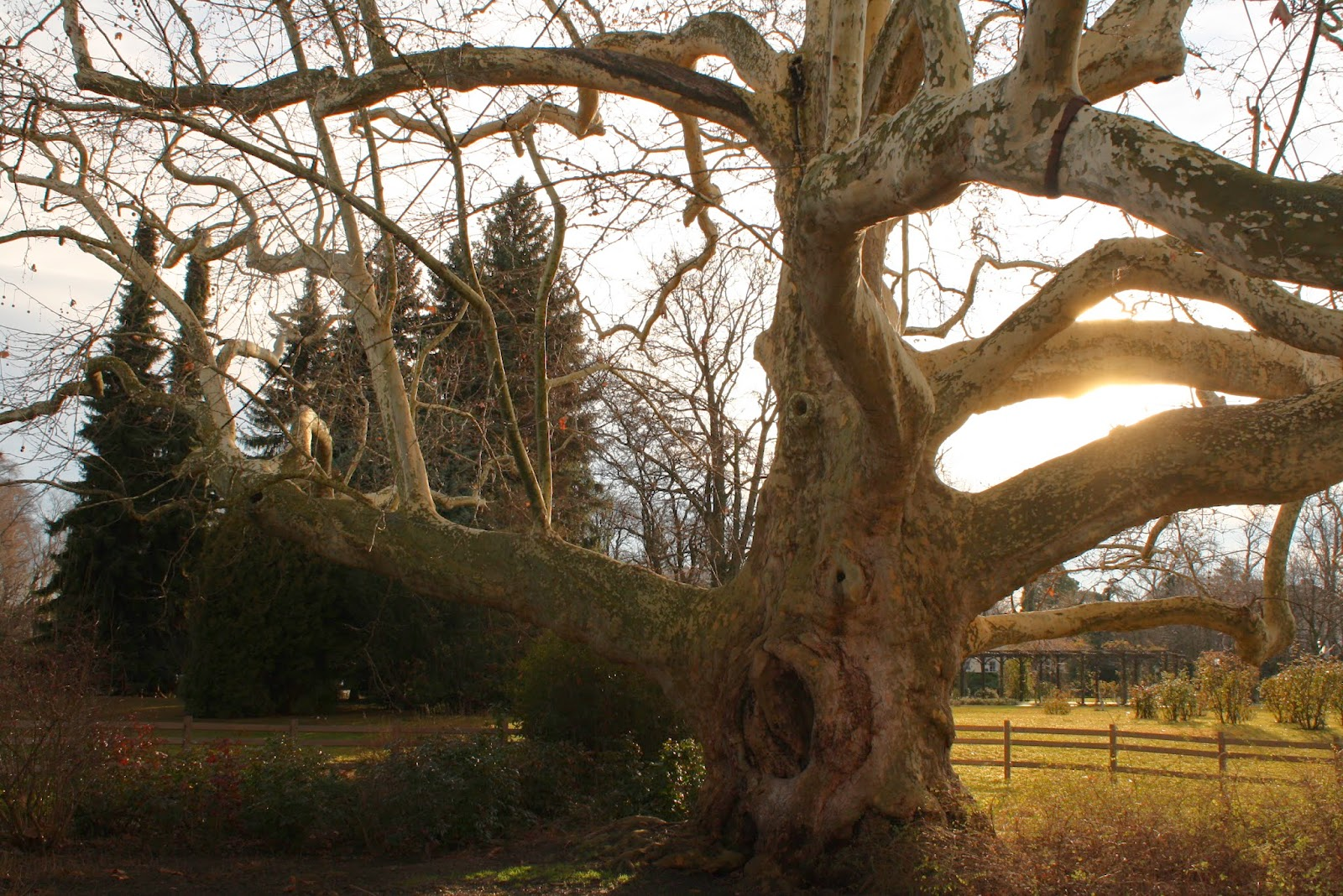
چندین حفره درخت در درخت چنار در بادن، اتریش.

حفره‌ها زیستگاه مهمی برای بسیاری از گونه‌های حیات وحش هستند، به ویژه در مواردی که استفاده از حفره الزامی است، زیرا این بدان معناست که هیچ منبع دیگری نمی‌تواند جایگزین مناسبی باشد. حیوانات ممکن است از حفره‌ها به‌عنوان پناهگاه روزانه یا شبانه و همچنین برای پرورش بچه‌ها، تغذیه، تنظیم حرارت و تسهیل رفتارهای مختلف و پراکندگی استفاده کنند. در حالی که استفاده نیز ممکن است فرصت‌طلبانه باشد، نه اجباری، ممکن است تعیین ماهیت رابطه گونه با حفره‌ها دشوار باشد، ممکن است در محدوده گونه متفاوت باشد یا به شرایط آب و هوایی بستگی داشته باشد.
حیوانات بر اساس عواملی از جمله اندازه و شکل ورودی، عمق و درجه عایق بودن، یک گودال را انتخاب کنند. چنین عواملی بر فراوانی و فصل استفاده از حفره تأثیر زیادی می‌گذارد.
به‌ویژه در اروپا، حشره‌شناسان علاقه‌مند به استفاده از حفره‌ها توسط بی‌مهرگان هستند. یکی از سوسک‌های (Osmoderma eremita) مرتبط با حفره درختان، طبق دستورالعمل زیستگاه اتحادیه اروپا دارای بالاترین اولویت است.

## شرح
حفره درخت، گودافتادگی در درخت زنده است. سوراخ‌های درخت زمانی ایجاد می‌شوند که صدمه‌ای به درخت، مانند شکستگی اندام، شکافی را از طریق پوست ایجاد کرده و نرم‌چوب را در معرض دید قرار دهد. نرم‌چوب توسط قارچ‌ها و باکتری‌ها مورد حمله قرار می‌گیرد که حفره‌ای در تنه درخت ایجاد می‌کنند. توخالی حاصله می‌تواند پر از آب شود، بنابراین به نوعی گیاحوض تبدیل می‌شود.
بنابراین سوراخ‌های درختان مرطوب و خشک وجود دارد. حفره‌های درختی زیستگاه‌های مهمی برای بسیاری از حیوانات هستند مانند پشه‌های نیش‌دار، پشه‌های بی‌نیش، اردک ماهی‌خوار معمولی، توکان، دارکوب و کبودمرغ. سوراخ‌های درخت می‌توانند در نگهداری و گسترش برخی بیماری‌ها مهم باشند، برای نمونه التهاب مغز (La Crosse encephalitis). حفره‌ها ممکن است یک ویژگی سازگار برای درختان باشند زیرا حیوانات کود درخت میزبان را تأمین می‌کنند.

## حفره‌های مصنوعی
مشخص شده است که حیوانات از ساختارهای مصنوعی به‌عنوان جایگزین حفره استفاده می‌کنند. برای نمونه، صاریغ کوتوله در ناودان سیلوی غلات، یا پرنده خال‌سفید در بالای لوله افقی تاب بچه‌ها. جعبه‌های لانه مخصوص برای پرندگان و لوله‌های خفاش، همچنین برای حفاظت و مشاهده حیات وحش ساخته شده‌اند. اندازه جعبه لانه، سوراخ ورودی و ارتفاع قرارگیری ممکن است با توجه به گونه‌های خاص انتخاب شود. هنوز عموماً حفره‌های طبیعی برای حفاظت از زیستگاه‌ها ترجیح داده می‌شوند.
حفره‌های درختان را می‌توان به‌طور مصنوعی با بریدن درختان با اره برقی و پوشاندن قسمتی از حفره‌های حاصل با صفحات چوبی ایجاد کرد. اینها به راحتی توسط حیوانات درختی از جمله پستانداران و پرندگان استفاده می‌شوند. در مقایسه با جعبه‌های لانه، عمر طولانی‌تری دارند و از دمای خارجی بهتر محافظت می‌کنند.

## سراسر دنیا

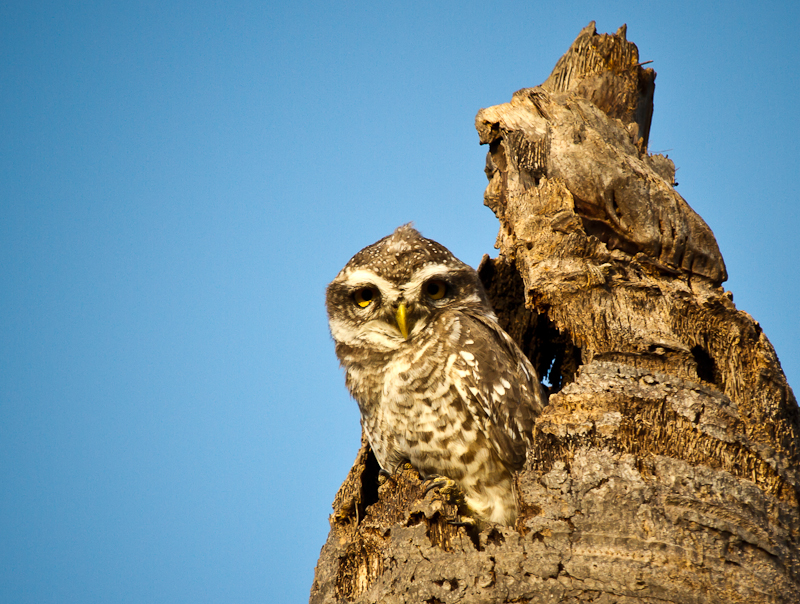
جغد خالدار هندی در حفره درخت

در بسیاری از نقاط جهان حفاظت از جانوران با حفره کاربردی مورد استفاده است. در آمریکای شمالی، بازیابی کبودمرغ شرقی به دلیل از بین رفتن حفره‌های طبیعی به جعبه‌های لانه نیاز دارد. کمبود درختان مرده و توخالی در جنگل‌های اسکاندیناوی یک فرایند تهدیدکننده کلیدی برای زندگی پرندگان بومی است. در سوئد، تقریباً نیمی از گونه‌های فهرست قرمز وابسته به درختان مرده توخالی یا کُنده‌ها هستند.

### استرالیا
در استرالیا، ۳۰۴ گونه مهره‌دار در حفره درختان در استرالیا شناخته شده‌اند: ۲۹ دوزیست، ۷۸ خزنده، ۱۱۱ پرنده، ۸۶ پستاندار. تقریباً ۱۰۰ مورد از این موارد در قوانین ایالتی استرالیا یا کشورهای مشترک المنافع نادر، تهدید شده یا تقریباً تهدید می‌شوند، تا حدی به دلیل حذف درختان توخالی.
تهدیدهای مربوط به حفره‌ها عبارتند از: جنگل‌کاری در جنگل بومی، جمع‌آوری هیزم، عقب‌نشینی روستا (مانند آبگرفتگی و شوری)، چرا از طریق گاو، و پاکسازی زمین. علاوه بر این، گونه‌های مهاجم و معرفی شده مانند مینای معمولی و زنبور عسل اروپایی با گونه‌های بومی برای حفره‌ها رقابت می‌کنند. گربه‌های اهلی و وحشی و موش‌های سیاه حیوانات حفره را شکار می‌کنند و به‌ویژه برای جمعیت جزیره مضر بوده‌اند و برخی از گونه‌های بومی با استفاده از حفره از زمان استقرار اروپایی تراکم جمعیت را افزایش داده یا دامنه خود را افزایش داده‌اند، مانند طوطی‌کاکلی سینه‌صورتی، صاریغ دم‌قلم‌مویی معمولی و نوک‌روشن کوچک و با گونه‌های بومی کمتر رایج رقابت می‌کنند.

### روسیه، چین، کره
خرس‌های سیاه آسیایی، همچنین برای نمونه خرس هیمالیا (Lat. : Ursus thibetanus) شناخته می‌شوند، در مناطق شمالی دامنه، مانند استان پریموری (Primorye) روسیه، چین و هر دو کره ترجیح می‌دهند دوره‌های زمستانی را در حفره درختان بزرگ بگذرانند، جایی که ماده‌ها نیز توله‌ها را می‌زایند. تهدیدها شامل جنگل‌زدایی گسترده در این کشورها، همراه با شکار مستقیم خرس‌های زمستانی - با تخریب انتخابی بهترین درختان حفره‌دار است. در روسیه، تلاش‌هایی (گاه موفق) برای بازسازی چنین درختان شکسته انجام می‌شود. متأسفانه تنها بخش کوچکی از درختان آسیب دیده را می‌توان در پریموری جایی که جنگل‌ها بدون در نظر گرفتن نیازهای جانوری بزرگ قطع شده‌اند ترمیم نمود.

## نگارخانه

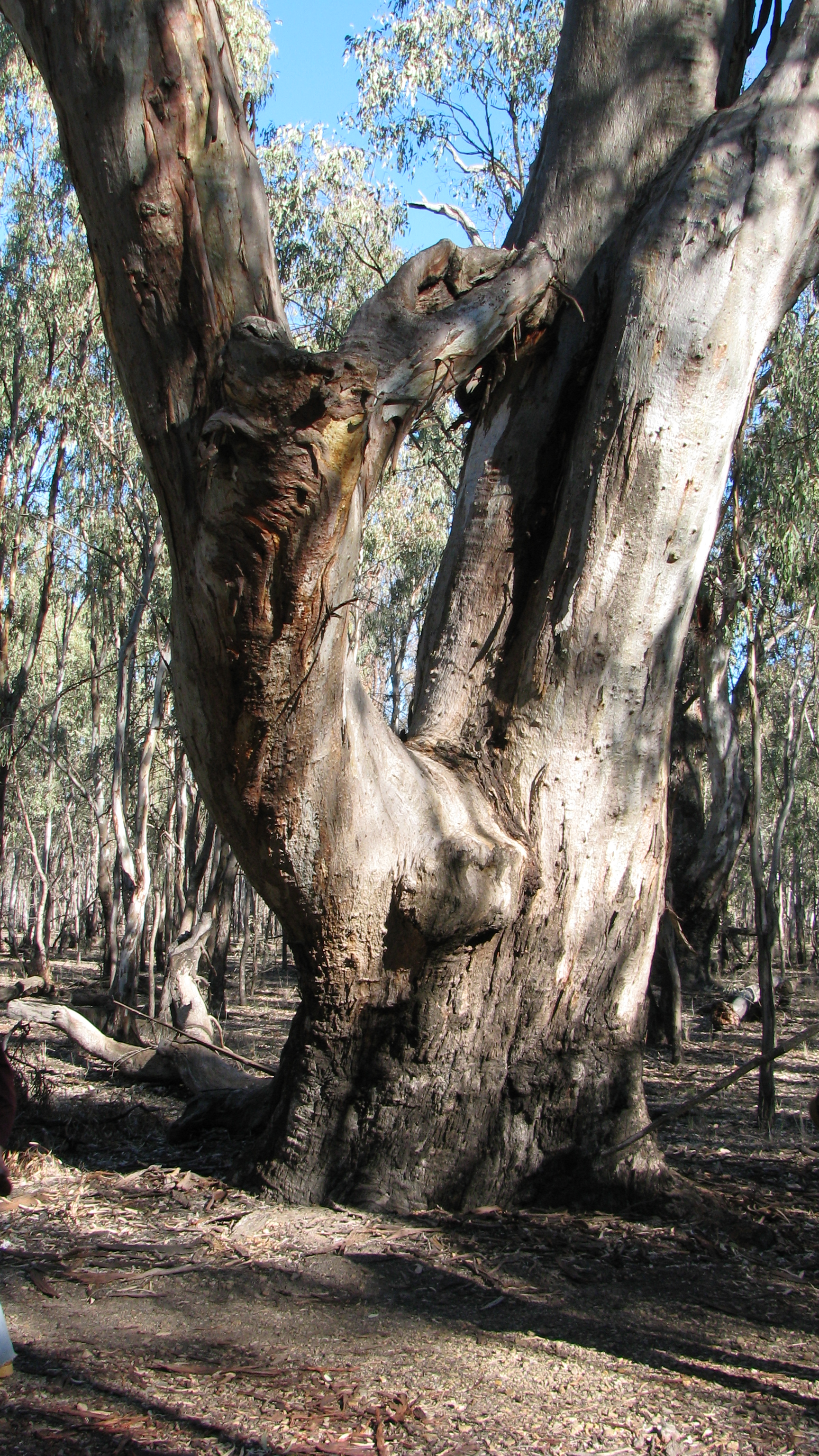
اکالیپتوس کامالدول، با حفره‌ها. درختان جوان پیرامون آن هنوز عملاً حفره مناسب برای گونه‌های مهره‌دار ایجاد نکرده‌اند.
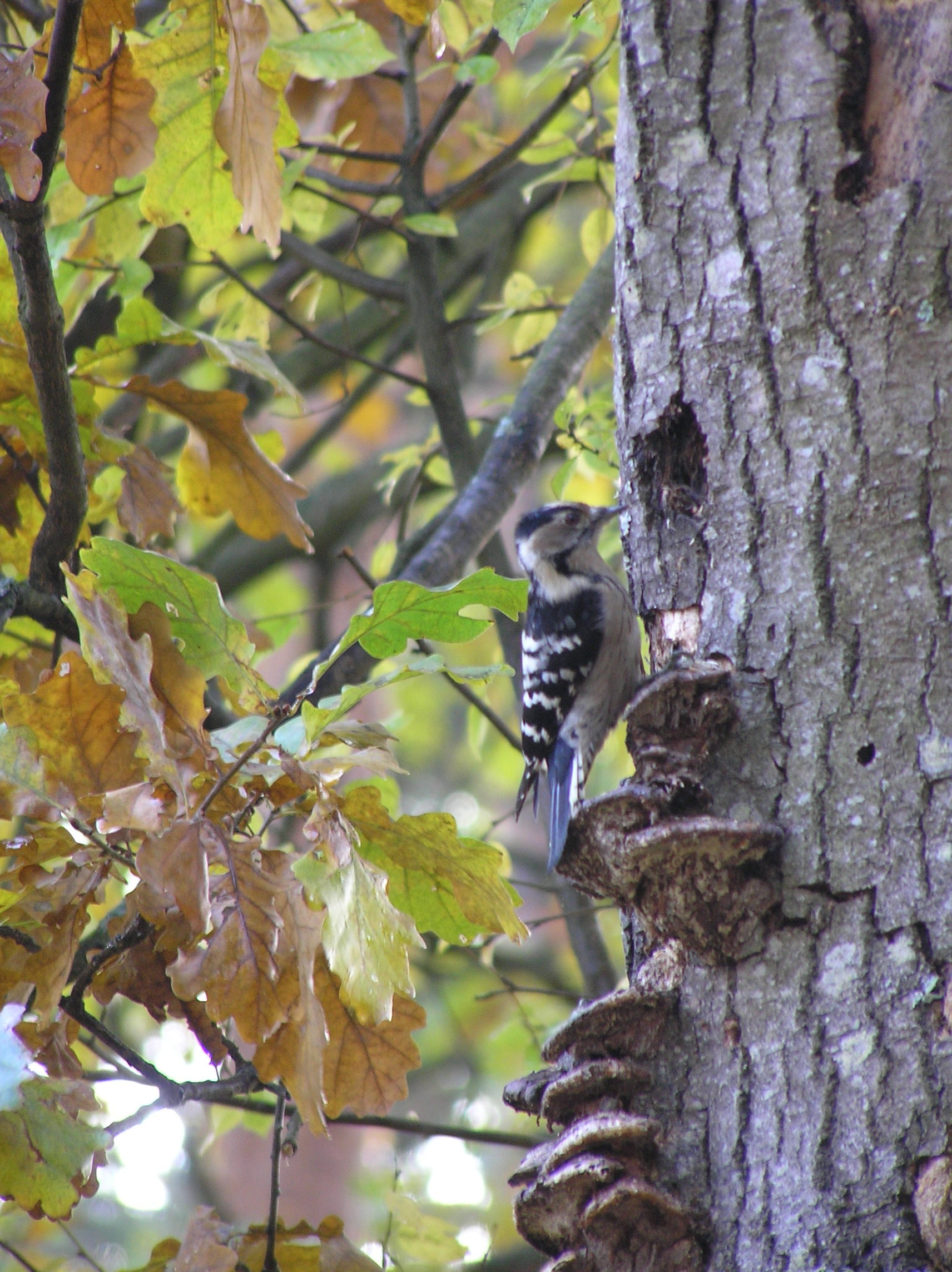
حفره‌هایی که توسط دارکوب کوچک حفر شده است. همچنین قارچ، که ممکن است از طریق تجزیه درون‌چوب به تشکیل حفره کمک کند.